# Сергієвич Дмитро Григорович
Сергієвич Дмитро Григорович (рос. Сергиевич Дмитрий Грогорьевич; 8 липня 1912—4 листопада 2005) — радянський прозаїк, член Національної спілки письменників України (1955).
Автор повістей «Нет последних рубежей» (1982), «Тревожная осень» (1962);
романів «Высокий остров» (1969), «Привет из юности» (1964) та інших.